# Laurel und Hardy: Der beleidigte Bläser
Der Beleidigte Bläser (Originaltitel: You’re Darn Tootin’; deutsch auch: Ich pfeif’ dir was!) ist eine US-amerikanische stumme Kurzfilm-Komödie aus dem Jahre 1928 mit dem Komikerduo Stan Laurel und Oliver Hardy in den Hauptrollen. Regie führte der als Schauspieler wesentlich bekanntere Edgar Kennedy.

## Handlung
Als Musiker in einer örtlichen Kapelle scheinen Laurel und Hardy ständig etwas anderes spielen zu wollen, als Noten und Dirigent es vorgeben. Nach allerlei Chaos, das sie so bei einer Aufführung anrichten, werden sie gefeuert.
Zurück in ihrer Herberge erfährt die Wirtin davon und sorgt sich um ihr Übernachtungsgeld. Kurzerhand drückt sie den beiden Herren Instrumente in die Hand und schickt sie als Straßenmusikanten los. Wenig begeistert fangen sie zu spielen an und geraten unverzüglich in Streit. Das führt nicht zu den gewünschten Einnahmen, sondern zum Konflikt mit einem Polizisten und Passanten. Die Sache eskaliert zu einer Orgie von Schienbeintritten.
Zu guter Letzt ziehen sich die Streitenden gegenseitig die Hosen herunter. Stan und Ollie machen sich am Ende in einer riesigen gemeinsamen Hose davon.

## Hintergrund
Der Titel des Films ist angelehnt an die englische Redewendung You're darn right (Du hast verdammt Recht).
Der Kurzfilm wurde, sozusagen stellvertretend für das Gesamtwerk von Laurel und Hardy, im Jahr 2003 in den Filmkanon der Bundeszentrale für politische Bildung aufgenommen.

## Kommentare

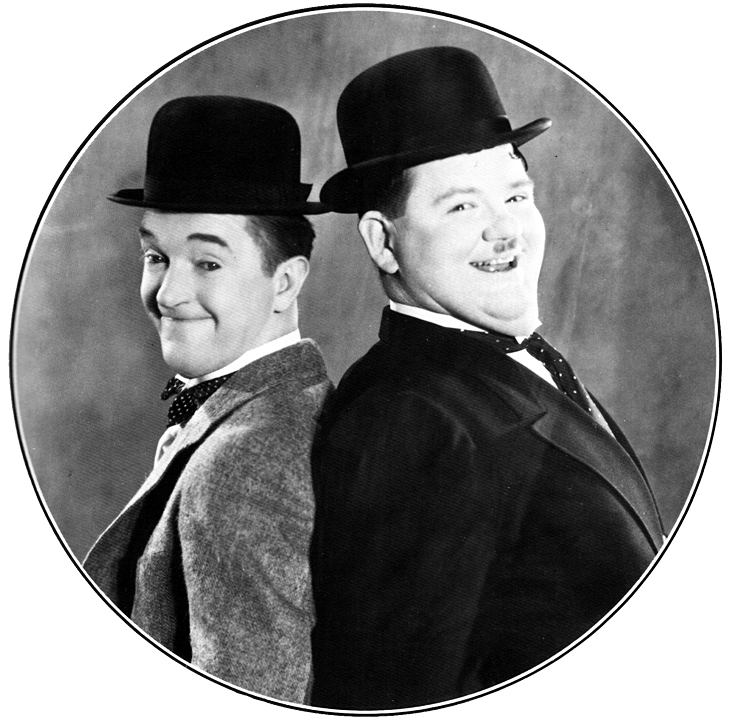
Laurel und Hardy

Die Laurel-und-Hardy-Experten John Larrabee und John V. Brennan äußerten sich lobend über den Film:
Ein echter L&H-Stummfilmklassiker, vielleicht der beste Film, den sie bis dahin gemacht hatten. Zu diesem Zeitpunkt sind alle notwendigen Elemente im Laurel und Hardy-Universum an ihren Platz gefallen. Randy Skretvedt weist darauf hin, dass dies ihr erster Film ist, in dem sie ihr vertrautes "Wir gegen die Welt"-Thema verwenden: egal, was das grausame Schicksal für Stan und Ollie bereithält, sie werden immer einander haben - und oft ist das alles, was sie haben.
You're Darn Tootin' ist ein weiterer Film, der sich mit einem vielgerühmten Finale rühmt, dem hosenbrecherischen Handgemenge. Aber in der Art von Battle of the Century sind es die Eskapaden der Jungs als Orchestermitglieder in der ersten Filmrolle, die für so viel Gelächter sorgen wie alles andere.
Es schien ein wiederkehrendes Muster in einigen der Stummfilme zu geben, in denen die Geschichte schließlich zu einer wilden Pöbelszene mit Beintritten, Tortenwürfen oder Hosenschlitzen führte. Dieses Muster wurde in einige der frühen Tonfilme übernommen (Hoosegow, Berth Marks, Men O' War), aber es funktionierte nie ganz so gut wie in den Stummfilmen, und schließlich verschwand es ganz aus ihren Arbeiten. Ich glaube, sie entdeckten schließlich, dass das, was an Stan und Ollie wirklich lustig war, die Art und Weise war, wie sie aufeinander reagierten, und nicht, wie sie aus Versehen einen Aufstand anzetteln konnten. Diese Mob-Szenen sind urkomisch, aber als der Ton aufkam und die Boys sich an das Eindringen der Mikrofone gewöhnten und sich an die unterschiedliche Geschwindigkeit der Tonkamera anpassten, fanden sie, dass die neue Technologie andere Wege der Komik bot, die sie erkunden konnten.
Der Teil dieses Kurzfilms, der am besten gefällt, ist die Essensszene in der Pension. […] Für mich muss man, um einen großartigen Laurel- und Hardy-Film zu machen, die beiden mit zwei Schüsseln Suppe und ein paar Salz- und Pfefferstreuern an einen Tisch setzen.
John Larrabee, John V. Brennan